# هبر لوپز
هبر روبرتو لوپز (متولد ۱۳ ژوئیه ۱۹۷۲) یک داور و بازیکن فوتبال اهل برزیل است. او در مرحله مقدماتی جام جهانی ۲۰۱۴ داوری کرده است.

## داوری حرفه‌ای
پس از مصرف تا داوری حرفه‌ای در سال ۱۹۹۵ او شروع به داوری در سطح ملی، در برزیل در سال ۱۹۹۷کرد.
لوپز برای اولیk بار در سال۲۰۰۲ در لیست فیفا ذکر شد.
در ۲۶ ژوئن سال ۲۰۱۶، لوپز داور مسابقه نهایی از کوپا آمریکا CENTENARIO در رقابت بین آرژانتین و شیلی بود. او مارسلو دیاز را از تیم شیلی در دقیقه ۲۸ برای یک خطا با کارت زرد دوم اخراج کرد.